# Tình Long
Tình Long (chữ Hán giản thể: 晴隆县, bính âm: Qínglóng Xiàn, âm Hán Việt: Tình Long huyện) là một huyện thuộc Châu tự trị dân tộc Bố Y và dân tộc Miêu Kiềm Tây Nam, tỉnh Quý Châu, Cộng hòa Nhân dân Trung Hoa. Huyện này có diện tích 1327 ki-lô-mét vuông, dân số năm 2002 là 270.000 người. Mã số bưu chính là 561400, huyện lỵ đóng ở trấn Liên Thành. Huyện Tình Long được chia thành 8 trấn và 6 hương.
- Trấn: Liên Thành, Sa Tử, Kê Trường, Bích Ngân, Đại Hán, Trung Doanh, Hoa Cống và Quang Chiếu.
- Hương: Mã Trường, An Cốc, Tử Mã, Trường Lư, Đại Điền và hương tự trị dân tộc Di Tam Bảo.